# محمد أباد (تشناران)
محمد أباد (بالفارسية: محمدآباد) هي قرية تقع في قسم تشناران الريفي (مقاطعة تشناران) في إيران. يقدر عدد سكانها بـ 213 نسمة بحسب إحصاء 2016.